# Rok Perko
Rok Perko, slovenski alpski smučar, * 10. junij 1985.
Perko je bil član Slovenske smučarske reprezentance in je specialist za hitre discipline, smuk in superveleslalom. Perko je v sezoni 2004/2005 osvojil naslov mladinskega svetovnega prvaka v smuku in na istem svetovnem prvenstvu v Italjanski Bardonecchii še naslov podprvaka v superveleslalomu. V sezoni 2007/2008 je kot prvi slovenec osvojil 1.mesto v skupnem seštevku Evropskega pokala v smuku. V sezoni 2012/2013, 15. decembra je z 2. mestom v svetovnem pokalu v Val Gardeni dosegel enega izmed uspehov kariere in je eden izmed petih slovencev, ki so kadarkoli stali na zmagovalnem odru na tekmah za svetovni pokal v disciplini smuk. Perko je dvokratni udeleženec Olimpijskih iger in sicer leta 2010 v Vancouvru v Kanadi, kjer je dosegel 14.mesto v kraljevi disciplini smuk in leta 2014 v Sochi v Rusiji. Perko je tudi 8 kratni državni prvak v disciplinah smuk, superveleslalom in veleslalom.

## Uspehi
Državna prvenstva:
| Sezona  | Datum          | Prizorišče | Disciplina | Uvrstitev |
| 2003/04 | 20. marec 2004 | Innerkrems | Super G    | 1         |
| 2005/06 | 21. marec 2006 | Kope       | Smuk       | 1         |
| 2006/07 | 31. marec 2007 | Innerkrems | Smuk       | 1         |
| 2007/08 | 26. marec 2008 | Kope       | Super G    | 1         |
| 2008/09 | 24. marec 2009 | Kope       | Smuk       | 1         |
| 2008/09 | 24. marec 2009 | Kope       | Super G    | 1         |
| 2008/09 | 26. marec 2009 | Kope       | Veleslalom | 1         |
| 2012/13 | 22. marec 2013 | Krvavec    | Super G    | 1         |

Uvrstitve na stopničke v evropskem pokalu:
| Sezona  | Datum           | Prizorišče     | Disciplina | Uvrstitev |
| ------- | --------------- | -------------- | ---------- | --------- |
| 2006/07 | 17. marec 2007  | Santa Caterina | Smuk       | 2         |
| 2007/08 | 17. januar 2008 | Crans Montana  | Smuk       | 2         |
| 2007/08 | 31. januar 2008 | Chamonix       | Smuk       | 3         |
| 2007/08 | 1.januar 2008   | Chamonix       | Smuk       | 1         |
| 2009/10 | 11. marec 2010  | Tarvisio       | Super G    | 1         |

Uvrstitve na stopničke v svetovnem pokalu:
| Sezona  | Datum             | Prizorišče  | Disciplina | Uvrstitev |
| ------- | ----------------- | ----------- | ---------- | --------- |
| 2012/13 | 15. december 2012 | Val Gardena | smuk       | 2         |